# Танев
Танев, Танва — річка в північно-західній частині Галичини й на південній Холмщині (тепер Польща), права притока Сяну (басейн Вісли). 
Довжина 113 км, площа басейну — 2339 км². В гористій частині пливе через Розточчя, далі — у межах Надсянської котловини. Впадає до Сяну в місті Улянув.
Є природною межею між Надсянням і Холмщиною.